# James Wilson (explorador)
El capità James Wilson   (1760 - 12 d'agost de 1814) va comandar el vaixell britànic Duff, que la Societat Missionera de Londres (London Missionary Society) va contractar el 1797 per traslladar un equip de missioners (format per trenta homes, sis dones i tres nens) als seus llocs a Tahití, Tonga, i les illes Marqueses.

## Biografia
Wilson va néixer l'any 1760. Havia estat soldat britànic durant la guerra de la independència estatunidenca i després havia treballat per a la Companyia Britànica de les Índies Orientals. Havia estat un aventurer que destacava per no ser religiós. Finalment va tenir prou diners per jubilar-se i va ser durant la seva jubilació quan es va convertir al cristianisme. Va sentir parlar de la formació d'una societat missionera a través de la Revista Evangèlica. La seva trajectòria el va convertir en el centre dels seus esforços. Thomas Haweis, que havia inspirat la creació de missioners, va ser especialment favorable. L'objectiu era enviar missioners als mars del Sud. Wilson s'havia ofert voluntari per liderar aquest viatge i aquesta oferta va ser acceptada el setembre de 1795. Va ser Wilson qui va suggerir que haurien de comprar un vaixell i va trobar el Duff que tenia 264 tones i va permetre a la Societat Missionera de Londres planificar un gran nombre de missioners. El grup missioner proposat podria incloure artesans perquè el grup pogués modelar la seva civilització i ser resistent per evitar un gran nombre de morts. Es va acordar enviar llavors a Tahití i si fos possible a Tonga i les Illes Marqueses.
El Duff va salpar l'any 1797. Durant el viatge, Wilson també va estudiar (o va confirmar la ubicació de) nombroses illes del Pacífic, com Vanua Balavu, Fulaga i Ogea Levu a Fiji, Mangareva a les illes Gambier, Pukarua a les Tuamotus i Satawal, Elato i Lamotrek, a les illes Carolines.
Tres anys després de l'establiment de la missió britànica a Tahití, els directors de la Societat van nomenar un comitè per considerar un memorial adequat per presentar-lo a Wilson pels seus serveis per ajudar a establir la primera missió als Mars del Sud.

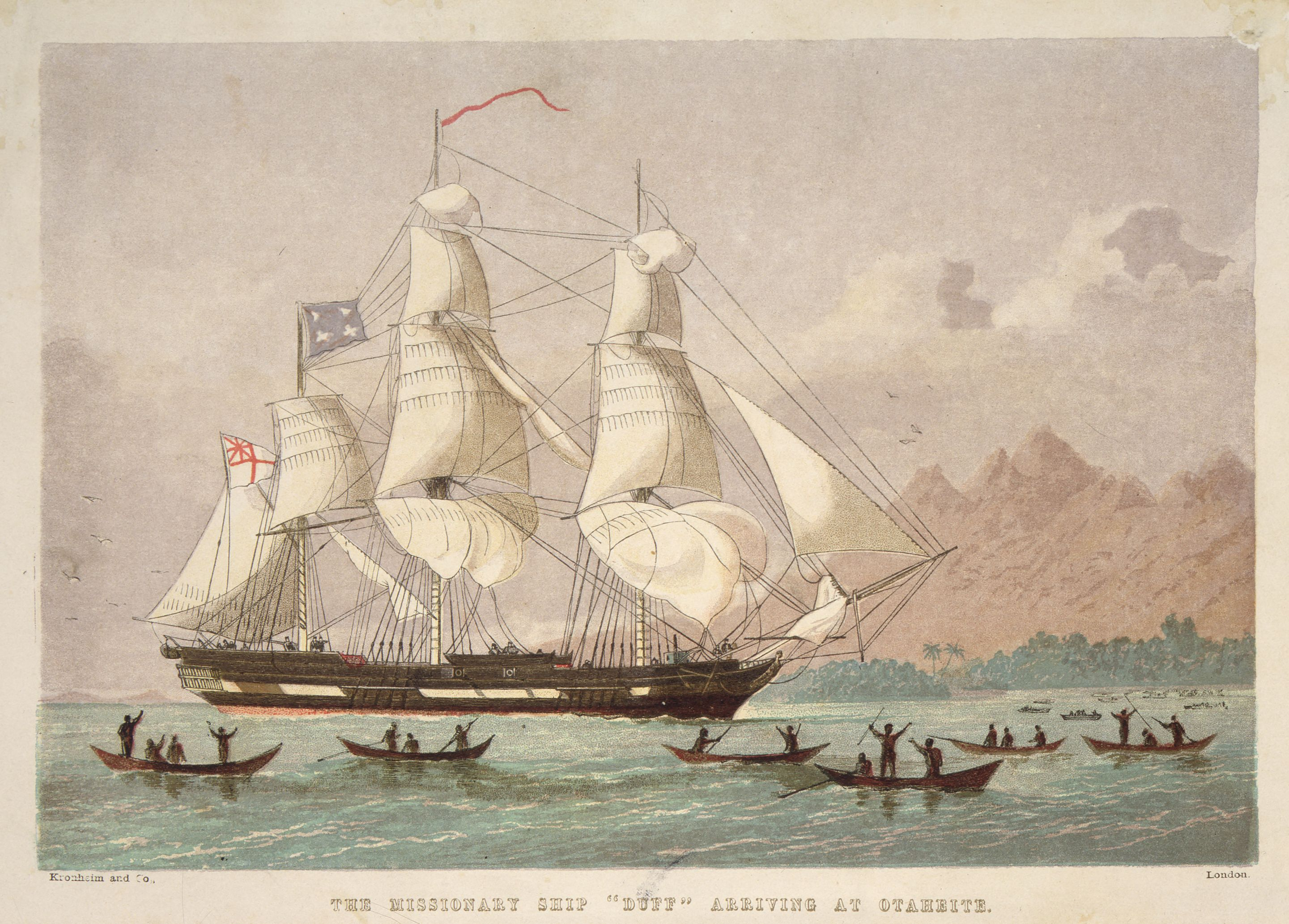
El vaixell missioner Duff arribant (ca 1797) a Otaheite
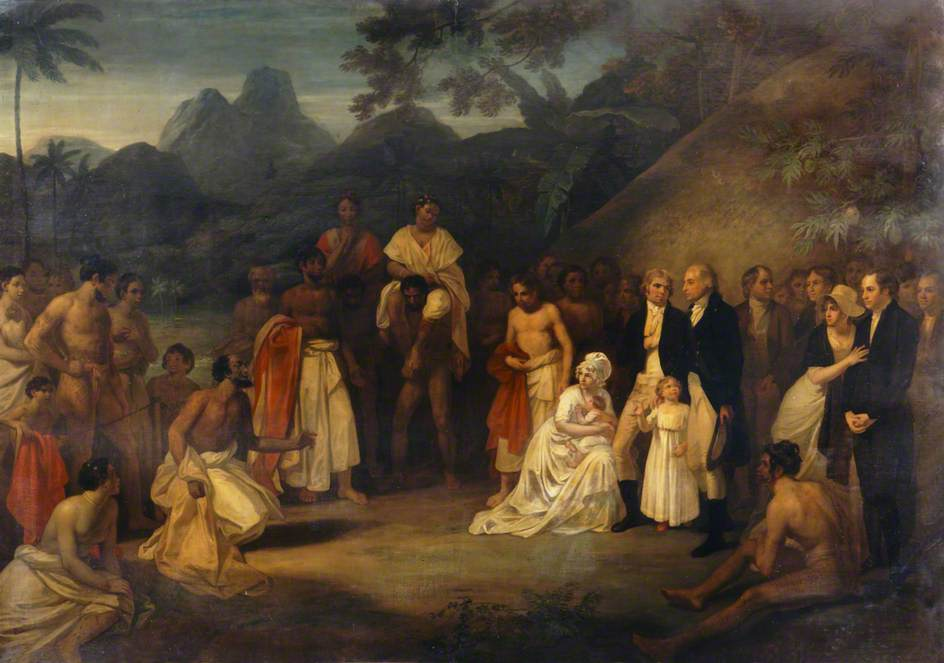
La cessió del districte de Matavai a l'illa d'Otaheite al capità James Wilson per a l'ús dels missioners, c. 1798[Nota 1]

Va publicar un relat del seu viatge: A Missionary Voyage to the Southern Pacific Ocean l'any 1799. Això va afegir a la idea que Wilson era l'heroi i la seva reputació va eclipsar la dels missioners i els polinesis.

## Nota
1. ↑  La cessió del districte de Matavai a l'illa d'Otaheite al capità James Wilson per a l'ús dels missioners enviats allà per aquesta societat al vaixell Duff. Una versió de la pintura de l'Escola d'Estudis Orientals i Africans en préstec del Council for World Mission's Archive (P), possiblement la versió original de 1798 del pintor anglès Robert Smirke. La pintura original de Robert Smirke va ser encarregada pels directors de la London Missionary Society el 1798 per commemorar la concessió de terres per construir una missió a Tahití que va tenir lloc el 16 de març de 1797. Al fons hi ha el mont Aora'i. L'habitatge immediatament darrere del grup és la «casa britànica» de Bligh. El tram final de la primera casa missionera és a la dreta. La identificació de les figures del quadre es pot trobar a les pàgines xiii i 32 del llibre editat de Colin Newbury The History of the Tahitian Mission, 1799-1830, Written by John Davies, Missionary to the South Sea Islands With Supplementary Papers of the Missionaries.